# إدم
إدم (بالإنجليزية: Ayigbe Edem)‏ هو موسيقي غاني، ولد في 20 مايو 1986 في إقليم فولتا في غانا.

## وصلات خارجية
- الموقع الرسمي